# Edward R. Murrow-díj (Washingtoni Állami Egyetem)
Az Edward R. Murrow-díj a Washingtoni Állami Egyetem fennhatósága alatt működő Edward R. Murrow Kommunikációs Főiskola által újságíróknak és kommunikációs szakembereknek adható elismerés.

## Díjazottak
- 1997 – Sam Donaldson (műsorvezetés – életműdíj)
- 1998 – Frank Blethen (újságírás – életműdíj)
- 1998 – Walter Cronkite (műsorvezetés – életműdíj)
- 1998 – Moriyoshi Saito (nemzetközi és kultúraközi kommunikáció)
- 1999 – Al Neuharth (újságírás – életműdíj)
- 1999 – Keith Jackson (műsorvezetés – életműdíj)
- 2000 – Ted Turner (kommunikáció – életműdíj)
- 2001 – George Bernard Shaw (műsorvezetés – életműdíj)
- 2002 – Sir Howard Stringer (nemzetközi és kultúraközi kommunikáció)
- 2002 – Christiane Amanpour (kiváló műsorvezető)
- 2002 – Daniel Schorr (műsorvezetés – életműdíj)
- 2003 – Daniel Pearl (kiváló újságíró)
- 2004 – Peter Jennings (műsorvezetés – életműdíj)
- 2006 – Tom Brokaw (műsorvezetés – életműdíj)
- 2007 – David Fanning és a Frontline sorozat (kiváló újságíró)
- 2008 – Don Hewitt (tudósítás – életműdíj)
- 2009 – Bob Schieffer (tudósítás – életműdíj)
- 2009 – Helen Thomas (újságírás – életműdíj)
- 2010 – Deborah Amos (rádiózás – életműdíj)
- 2010 – Judy Woodruff (televíziós tudósítás – életműdíj)
- 2011 – Ted Koppel (tudósítás – életműdíj)
- 2012 – Dan Rather (tudósítás – életműdíj)
- 2014 – John S. és James L. Knight Alapítvány (kiválóság díja)
- 2016 – Clarissa Ward (kiváló újságíró)
- 2018 – Robert Siegel (újságírás – életműdíj)
- 2019 – Melissa Block (újságírás – életműdíj)